# 都一中 (12代目)
12代目都 一中（みやこ いっちゅう、1952年12月23日 - ）は、一中節宗家である。東京芸術大学邦楽科を中退。

## 略歴
- 1975年 11代目都一中に入門。
- 1991年 12代目都一中を襲名。
- 2015年 日本芸術院賞受賞[1]。